# Regeringen Poul Nyrup Rasmussen I
Regeringen Poul Nyrup Rasmussen I var Danmarks regering 25 januari 1993 - 27 september 1994. Det var en koalitionsregering bestående av Socialdemokraterne, Radikale Venstre, Centrum-Demokraterne och Kristendemokraterne (då Kristeligt Folkeparti). 
| Ämbete                                                                  | Minister | Minister                | Parti                 | Period                  |
| ----------------------------------------------------------------------- | -------- | ----------------------- | --------------------- | ----------------------- |
| Statsminister                                                           |          | Poul Nyrup Rasmussen    | Socialdemokraterne    | 25.01.1993 - 27.09.1994 |
| Samordningsminister Industriminister & Samordningsminister (08.02.1994) |          | Mimi Jakobsen           | Centrum-Demokraterne  | 25.01.1993 - 27.09.1994 |
| Ekonomiminister                                                         |          | Marianne Jelved         | Radikale Venstre      | 25.01.1993 - 27.09.1994 |
| Energiminister                                                          |          | Jann Sjursen            | Kristeligt Folkeparti | 25.01.1993 - 27.09.1994 |
| Finansminister                                                          |          | Mogens Lykketoft        | Socialdemokraterne    | 25.01.1993 - 27.09.1994 |
| Utrikesminister                                                         |          | Niels Helveg Petersen   | Radikale Venstre      | 25.01.1993 - 27.09.1994 |
| Jordbruksminister & Fiskeriminster                                      |          | Bjørn Westh             | Socialdemokraterne    | 25.01.1993 - 27.09.1994 |
| Miljöminister                                                           |          | Svend Auken             | Socialdemokraterne    | 25.01.1993 - 27.09.1994 |
| Minister för kommunikation & turism                                     |          | Arne Melchior           | Centrum-Demokraterne  | 25.01.1993 - 28.01.1994 |
| Minister för kommunikation & turism                                     |          | Helge Mortensen         | Socialdemokraterne    | 28.01.1994 - 27.09.1994 |
| Undervisningsminister                                                   |          | Ole Vig Jensen          | Radikale Venstre      | 25.01.1993 - 27.09.1994 |
| Bostadsminister Minister för nordiskt samarbete                         |          | Flemming Kofod-Svendsen | Kristeligt Folkeparti | 25.01.1993 - 27.09.1994 |
| Biståndsminister                                                        |          | Helle Degn              | Socialdemokraterne    | 25.01.1993 - 27.09.1994 |
| Inrikesminister                                                         |          | Birte Weiss             | Socialdemokraterne    | 25.01.1993 - 27.09.1994 |
| Arbetsminister                                                          |          | Jytte Andersen          | Socialdemokraterne    | 25.01.1993 - 27.09.1994 |
| Skatteminister                                                          |          | Ole Stavad              | Socialdemokraterne    | 25.01.1993 - 27.09.1994 |
| Försvarsminister                                                        |          | Hans Hækkerup           | Socialdemokraterne    | 25.01.1993 - 27.09.1994 |
| Kulturminister                                                          |          | Jytte Hilden            | Socialdemokraterne    | 25.01.1993 - 27.09.1994 |
| Hälsominister                                                           |          | Torben Lund             | Socialdemokraterne    | 25.01.1993 - 27.09.1994 |
| Transportminister                                                       |          | Helge Mortensen         | Socialdemokraterne    | 25.01.1993 - 28.01.1994 |
| Transportminister                                                       |          | Jan Trøjborg            | Socialdemokraterne    | 28.01.1994 - 27.09.1994 |
| Industriminister                                                        |          | Jan Trøjborg            | Socialdemokraterne    | 25.01.1993 - 28.01.1994 |
| Justitieminister                                                        |          | Pia Gjellerup           | Socialdemokraterne    | 25.01.1993 - 29.03.1993 |
| Justitieminister                                                        |          | Erling Olsen            | Socialdemokraterne    | 29.03.1993 - 27.09.1994 |
| Socialminister                                                          |          | Karen Jespersen         | Socialdemokraterne    | 25.01.1993 - 28.01.1994 |
| Socialminister                                                          |          | Bente Juncker           | Centrum-Demokraterne  | 28.01.1994 - 11.02.1994 |
| Socialminister                                                          |          | Yvonne Herløv Andersen  | Centrum-Demokraterne  | 11.02.1994 - 27.09.1994 |
| Forskningsminister                                                      |          | Svend Bergstein         | Centrum-Demokraterne  | 25.01.1993 - 28.01.1994 |
| Forskningsminister                                                      |          | Arne Oluf Andersen      | Centrum-Demokraterne  | 28.01.1994 - 11.02.1994 |
| Kyrkominister                                                           |          | Arne Oluf Andersen      | Centrum-Demokraterne  | 25.01.1993 - 27.09.1994 |